# Burg Söllingen
Die Burg Söllingen ist eine abgegangene Höhenburg bei Söllingen südöstlich von der Burg Hohenberg, heute Turmberg (Durlach) im Landkreis Karlsruhe in Baden-Württemberg.
Die Burg wurde vermutlich im 12. Jahrhundert von den Herren von Söllingen erbaut. Erstmals wird ein Ritter Wolfram de Saldingen erwähnt. Später übernahmen die Burg (1162) die Adelsherren Stamph de Seldingen, (1367) die Herren von Beckingen, (1396) Ritter Hans Trescher, (12.–13. Jahrhundert) die Herren von Gertringen, (1404) Adelheid von Beckingen und (1408) Wolf von Grafeneck. Über die unter Markgraf Jacob lebende und letzte Burgfrau der Burg Söllingen Margarete von Stein gibt es ein Gedicht, das in der alten Ortschronik von Söllingen (Gustav Meerwein / Unser Söllingen, 1930) abgedruckt ist.
Die jetzt abgegangene Burg war eine Spornburg, auf einem Berg mit drei abfallenden Seiten und war an der flachen Seite durch einen Halsgraben geschützt. Heute gibt es noch in Söllingen, der von der Rittnertstraße abgehenden Burgweg. Dieser führt direkt in den Halsgraben, der „Hof-Klamm“ genannt wird. Von der Burg im Burghof ist nichts mehr übrig, nur noch der Name vom Gewann „Hof“. An den drei steilen Hängen sind Ringwege angelegt, die zur Zeit der bestehenden Burg offenbar als Verteidigungsanlage benutzt wurden. Diese Ringweg bestehen noch heute.
Über die Burggeschichte ist in den „Pfinztaler Heimatblättern“, Ausgabe 2016, die umfassende Geschichte der Söllinger Burg sowie die Quellennachweise abgedruckt, u. a. auch 